# Marius Urzică
Marius Daniel Urzică (Toplița, 30 settembre 1975) è un ex ginnasta romeno.

## Palmarès
Olimpiadi
- 4 medaglie:
  - 1 oro (cavallo a Sydney 2000)
  - 2 argenti (cavallo a Atlanta 1996, cavallo a Atene 2004)
  - 1 bronzo (concorso a squadre a Atene 2004).

Mondiali
- 5 medaglie:
  - 3 ori (cavallo a Brisbane 1994, cavallo a Gand 2001, cavallo a Debrecen 2002)
  - 1 argento (cavallo a Tientsin 1999)
  - 1 bronzo (concorso a squadre a Sabae 1995).

Europei
- 4 medaglie:
  - 3 ori (cavallo a Praga 1994, cavallo a Brema 2000, cavallo a Patrasso 2002)
  - 1 argento (cavallo a Debrecen 1999).

Universiadi
- 1 medaglia:
  - 1 argento (cavallo a Fukuoka 1995).